# Диксон, Хэнфорд
Хэнфорд Ли Диксон (англ. Hanford Lee Dixon, 25 декабря 1958, Мобил, Алабама) — профессиональный американский футболист, корнербек. Выступал в НФЛ в составе «Кливленд Браунс» с 1981 по 1989 год. Трёхкратный участник Пробоула.

## Карьера
Хэнфорд Диксон окончил университет Южного Миссисипи. В 1980 году в составе его команды он стал победителем Индепенденс Боула. На драфте НФЛ 1981 года он был выбран клубом «Кливленд Браунс» в первом раунде под общим двадцать вторым номером. После предсезонных сборов Диксон занял место стартового правого корнербека команды.
В первые четыре сезона его карьеры «Браунс» чаще проигрывали, но в этот период команду пополнило ещё несколько талантливых молодых игроков. Одним из них был корнербек Фрэнк Миннифилд, пришедший из клуба Футбольной лиги Соединённых Штатов «Аризона Рэнглерс». Вместе с Диксоном они составили один из лучших тандемов корнербеков в истории футбола, получив прозвище «Братья Корнер» (англ. Corner Brothers). Они обладали высокой скоростью и действовали в отличной от большинства игроков своего амплуа манере. В период с 1985 по 1989 год «Кливленд» четыре раза побеждал в Центральном дивизионе АФК, пять раз выходил в плей-офф и три раза сыграл в финале конференции.
Из команды Диксон ушёл после окончания сезона 1989 года из-за конфликта с главным тренером Бадом Карсоном. Он подписал контракт с «Сан-Франциско», но в тренировочном лагере получил травму квадрицепса и принял решение завершить карьеру. За свою карьеру Хэнфорд трижды включался в число участников Пробоула. Вместе с Миннифилдом он стал автором баннера «Dawg Pound», который дал имя фанатскому сектору на домашней арене команды.
После завершения карьеры Диксон остался жить в Кливленде. В 2000-х годах он владел агентством по продаже недвижимости и был одним из ведущих шоу, выходившего на радио после матчей «Браунс». Вместе с супругой он основал благотворительный фонд Right Path Foundation и школу боевых искусств, а также проводит ежегодный турнир по гольфу. 